# 摘帽
摘帽是一个政治用语，就是“摘掉右派分子帽子”，主要见于二十世纪六十年代初至七十年代末（包含整个“文革”时期）。与平反不同的是，摘帽表示被摘帽者摘帽之前是右派分子，并不恢复被摘帽者的名誉，只是说明其今后不再是右派，也没有道歉的含义。因此，在实际生活中，摘帽右派在一般民众意识里是又一顶政治帽子，仍然属于低人一等的贱民。